# Comuna Pietroasele, Buzău
Pietroasele este o comună în județul Buzău, Muntenia, România, formată din satele Câlțești, Clondiru de Sus, Dara, Pietroasa Mică, Pietroasele (reședința) și Șarânga. Se află în zona Dealului Mare, întinzându-se pe versantul sudic al dealului Istrița și puțin în câmpia piemontană de la poalele acestuia.
Comuna este un cunoscut centru al mai multor situri arheologice, fiind descoperite o cetate dacică la Gruiu Dării (lângă Pietroasa Mică), un castru roman la Pietroasele, precum și un celebru tezaur gotic. Cele șase sate care o alcătuiesc au apărut după secolul al XVI-lea, pe pământurile moșnenilor și boierilor din zona satului învecinat Bădeni, și au fost împărțite în trei comune: Pietroasa de Jos, Pietroasa de Sus și Șarânga, care au fost unificate în 1968.
Deși inițial era un centru pentru extragerea de piatră pentru materiale de construcție, astăzi viticultura este principala ramură economică a comunei, cunoscută pentru vinul de Tămâioasă românească. Centrul de cercetare în viticultură aflat aici este administrat de Universitatea de Științe Agronomice din București.

## Geografie

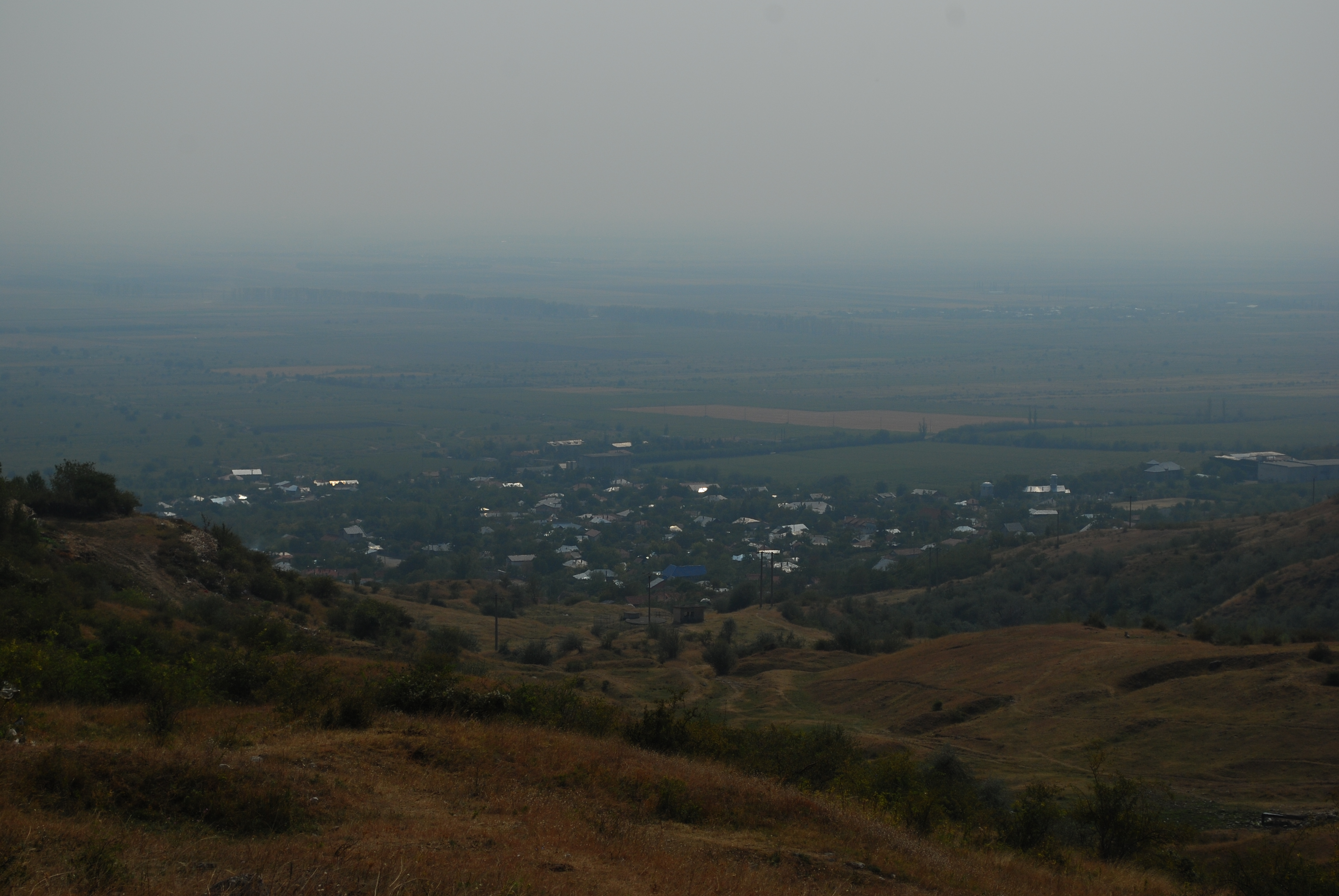
Satul Pietroasele, văzut de pe pantele dealului Istrița; în spatele lui se întinde Câmpia Română.

Comuna se află pe versantul sudic al dealului Istrița, care reprezintă punctul de maximă altitudine al comunei (749 m). Principalele sate se află pe versantul acestui deal, în timp ce o prelungire a comunei formată din terenuri agricole se extinde spre sud, în câmpia piemontană de la poalele Istriței.
Satul de reședință a comunei este Pietroasele și este situat în partea vestică a comunei. El este străbătut de drumul județean 205 (Vernești–Fințești), parte a vechiului drum principal ce lega Buzăul de Ploiești. Pietroasa Mică se află puțin mai sus de reședință, pe o terasă; satele Dara și Câlțești se află foarte aproape unul de altul, pe o vale aflată puțin la nord-est de Pietroasele. Șarânga și Clondiru de Sus se află la sud de drumul județean, într-o zonă mai joasă din partea estică a comunei.
Așa cum se arată mai sus, principala axă de transport a comunei este DJ205, care pornește din DN10 la Vernești, trece prin Merei, Pietroasele, Năeni și se termină la Fințești în alte drumuri care îl leagă de localități din județul Prahova. În centrul localității Pietroasele, DJ205 se intersectează cu DJ203C care leagă Pietroasele de DN1B (șoseaua principală dintre Ploiești și Buzău) și mai departe de alte sate din zona sud-vestică de câmpie a județului, terminându-se în DN2 la Mihăilești. În total, teritoriul comunei este străbătut de 7 km de drum județean. Prin sudul comunei trece și calea ferată Ploiești–Buzău, pe care este deservită de halta Pietroasele.

## Demografie
Componența etnică a comunei Pietroasele
     Români (87,51%)
     Romi (3,78%)
     Alte etnii (8,7%)
Componența confesională a comunei Pietroasele
     Ortodocși (90,55%)
     Alte religii (0,64%)
     Necunoscută (8,81%)
Conform recensământului efectuat în 2021, populația comunei Pietroasele se ridică la 2.803 locuitori, în scădere față de recensământul anterior din 2011, când fuseseră înregistrați 3.301 locuitori. Majoritatea locuitorilor sunt români (87,51%), cu o minoritate de romi (3,78%). Din punct de vedere confesional, majoritatea locuitorilor sunt ortodocși (90,55%), iar pentru 8,81% nu se cunoaște apartenența confesională.

## Politică și administrație
Comuna Pietroasele este administrată de un primar și un consiliu local compus din 11 consilieri. Primarul, Ionel Bănică[*], de la Partidul Social Democrat, este în funcție din 1 noiembrie 2024. Începând cu alegerile locale din 2024, consiliul local are următoarea componență pe partide politice:
|  | Partid                    | Consilieri | Componența Consiliului | Componența Consiliului | Componența Consiliului | Componența Consiliului | Componența Consiliului | Componența Consiliului |
|  | ------------------------- | ---------- | ---------------------- | ---------------------- | ---------------------- | ---------------------- | ---------------------- | ---------------------- |
|  | Partidul Social Democrat  | 6          |                        |                        |                        |                        |                        |                        |
|  | Alianța Dreapta Unită     | 4          |                        |                        |                        |                        |                        |                        |
|  | Partidul Național Liberal | 1          |                        |                        |                        |                        |                        |                        |

## Istoric

### Descoperiri arheologice

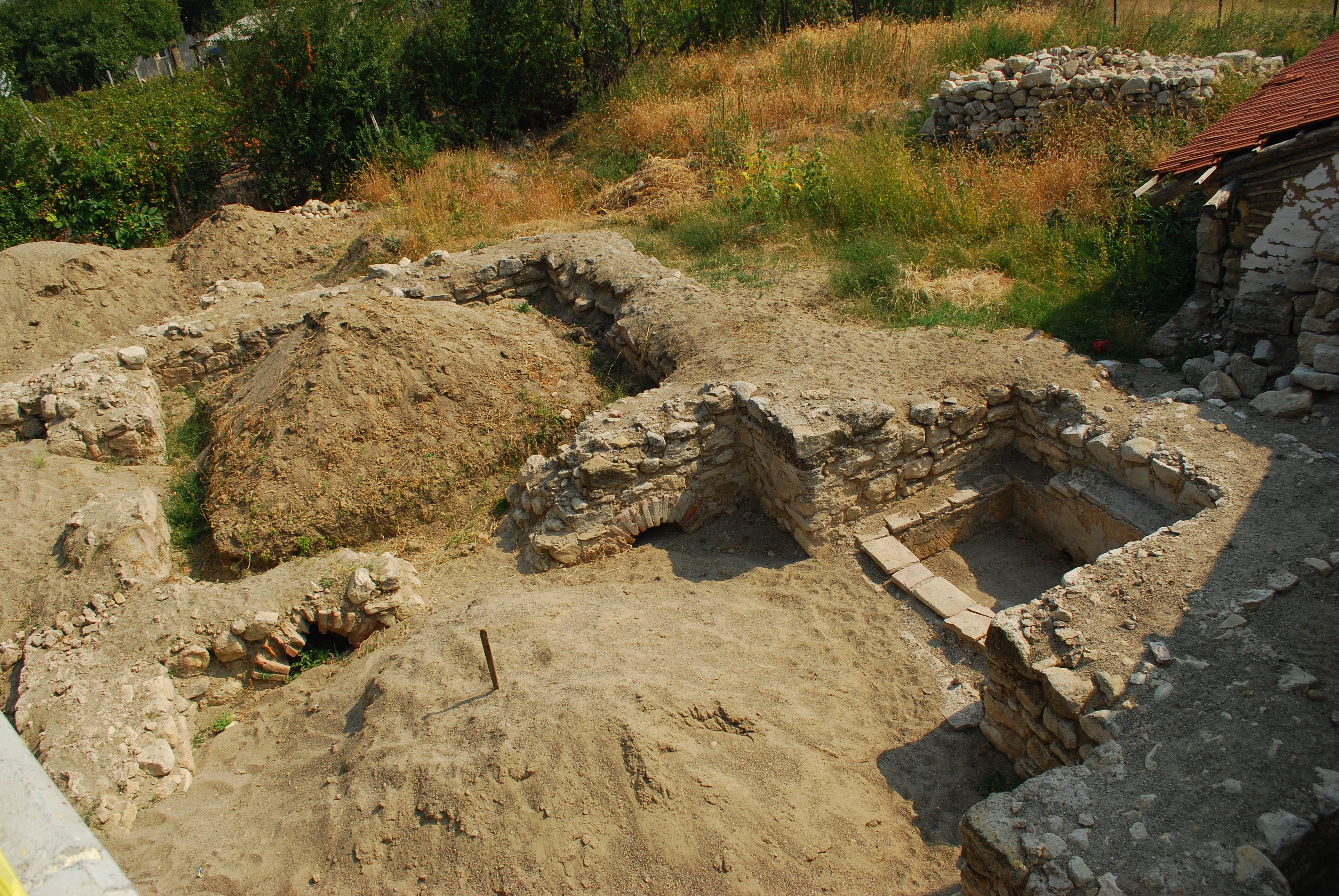
Termele romane din cadrul complexului castrului de la Pietroasele.

Pe teritoriul comunei Pietroasele s-au efectuat numeroase descoperiri arheologice, datând din antichitate. În zona satului Pietroasa Mică, pe un deal denumit Gruiu Dării, s-au descoperit urmele unei așezări dacice, despre care dicționarul geografic al județului alcătuit de Basil Iorgulescu și publicat între 1892–1902 afirmă că ar fi urmele cetății Comidava. Mai jos de această cetate, în localitatea Pietroasele, s-au găsit urmele castrului roman ridicat în timpul lui Constantin cel Mare, așezare complexă, conținând și thermae.
Langa Pietroasele se gasesc și urmele unui val de pământ numit Brazda lui Novac.

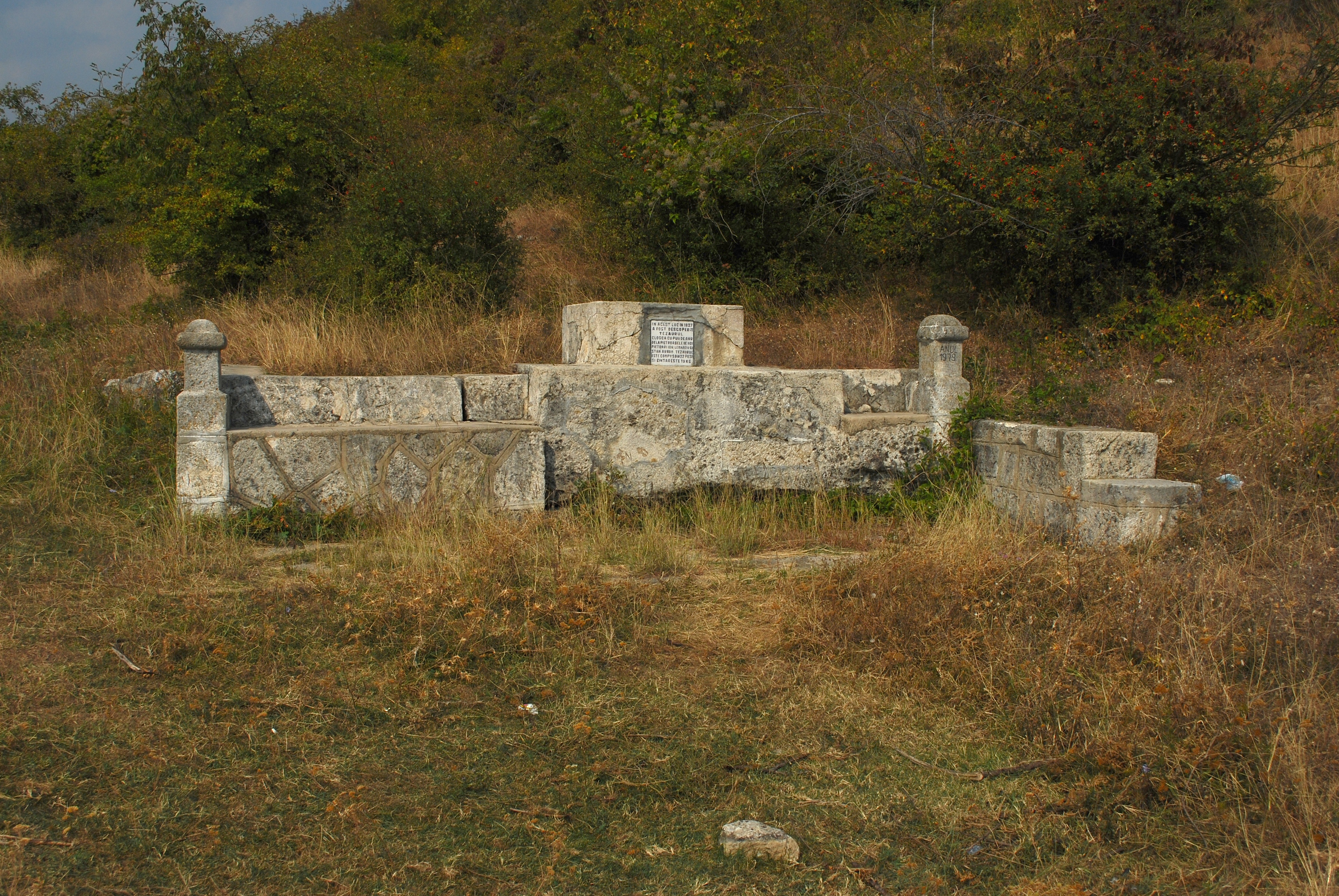
Monument ce marchează un posibil loc al descoperirii tezaurului de la Pietroasele

În aprilie 1837 s-a făcut o altă importantă descoperire lângă actualul sat Pietroasele (pe atunci, satul și comuna Pietroasa de Jos). În timp ce colectau piatră din carierele din apropiere, pentru construcția seminarului teologic din Buzău, Stan Avram și Ion Lemnaru din satul Ochiul Boului, comuna Pietroasa de Jos, au găsit 22 de piese masive de aur. Ei au ascuns tezaurul, până când au fost angajați după un an să colecteze piatră pentru un pod peste râul Câlnău; angajatorul de atunci, un antreprenor macedonean pe nume Anastase Tarba Verusi, a cumpărat tezaurul de la cei doi în schimbul a 4000 de piaștri (o sumă derizorie, echivalentul prețului a doi boi de povară), sumă pe care a delapidat-o din lucrările publice efectuate. Verusi a distrus unele dintre piese pentru a le ascunde mai bine în zona podului la care lucra. Acolo a fost redescoperit de autorități, informate anonim de localnici, care au prins de veste; un arendaș local chiar a încercat să-l șantajeze pe Verusi. Verusi, Stan Avram, Ion Lemnaru și alte persoane implicate au fost arestate, dar din cele 22 de piese, doar 12 au fost recuperate. Tezurul este considerat a proveni de la regele got Athanaric, și se crede că piesele erau utilizate în ceremoniale religioase, aurul fiind identificat ca fiind extras în zona munților Ural și deci datează dinaintea migrației goților către Europa.

### Originile așezărilor actuale
Originile satului Pietroasele datează din 10 februarie 1494, când într-un hrisov al lui Vlad al IV-lea Călugărul, se acorda unor slujitori ai voievodului drept de proprietate asupra unei moșii în zona satului Bădeni. Pe aceste moșii, împărțite la început între una moșnenească (la vest) și alta aparținând boierilor (la est), s-a dezvoltat satul Pietroasa de Sus. Aici, el a fost populat și cu refugiați din Transilvania și din Câmpia Dunării.
În 1901, pe locul comunei actuale funcționau trei comune distincte în plasa Tohani a județului Buzău. Astfel, actualul sat de reședință însuși era împărțit în două sate, fiecare reședința comunei sale: Pietroasa de Sus (cu cătunul Poștea) și Pietroasa de Jos (cu cătunul Ochiul Boului). Satul Șarânga era și el reședință de comună (având arondate satele Clondiru de Sus și Dara). Cea mai mare dintre aceste comune era Șarânga, cu 1850 de locuitori, Pietroasele de Jos și de Sus având respectiv 860 și 680 de locuitori (în total, o populație de 3390 de locuitori).
În 1925, Anuarul Socec arată că cele două comune, Pietroasa de Jos și Pietroasa de Sus fuseseră unite, formând împreună comuna Pietroasele (cu satele Pietroasa de Jos, Pietroasa de Sus, Ochiu Boului și cătunul Poșta); ea avea o populație totală de 3846 de locuitori. Comuna Șarânga făcea parte din plasa Nișcov și avea aceeași alcătuire, cu 4070 de locuitori. În 1931, a apărut în comuna Șarânga și satul Câlțești.
În 1950, ele au fost incluse în raionul Mizil din regiunea Buzău și apoi (după 1952) din regiunea Ploiești. Satul Ochiu Boului a luat în 1964 numele de Pietroasa Mică. În 1968, comuna și-a luat alcătuirea actuală, comuna Șarânga fiind desființată și inclusă în comuna Pietroasele, iar satele Pietroasa de Sus, Pietroasa de Jos și Poșta fiind unite în satul Pietroasele; comuna rezultată a fost inclusă în județul Buzău, reînființat.

## Cultură și educație
Învățământul în comună este asigurat de două grădinițe și două școli cu clasele I–VIII.
Un specific arhitectural al comunei îl constituie cișmelele de piatră, una din acestea fiind clasificată ca monument istoric, alături de numeroasele situri arheologice din comună, de clădirea stațiunii de cercetare în viticultură și de mai multe cruci de piatră din diverse puncte.
Începând cu anul 2008, în luna septembrie, în preajma culesului viilor, ANTREC România organizează la Pietroasele „Sărbătoarea Tămâioasei”, care include un concurs culinar, unul de vinuri și o tradițională zdrobire a strugurilor cu picioarele goale de către fetele de măritat.
Un artist popular de referință al comunei este Ion Moacă, cioplitor în calcar. Curtea sa plină cu statui din piatră albă se află foarte aproape de locul marcat ca fiind cel al descoperirii tezarului de la Pietroasele. Prima școală înființată aici datează din anul 1915, primul învățător fiind Al. Nestor.

### Monumente istorice

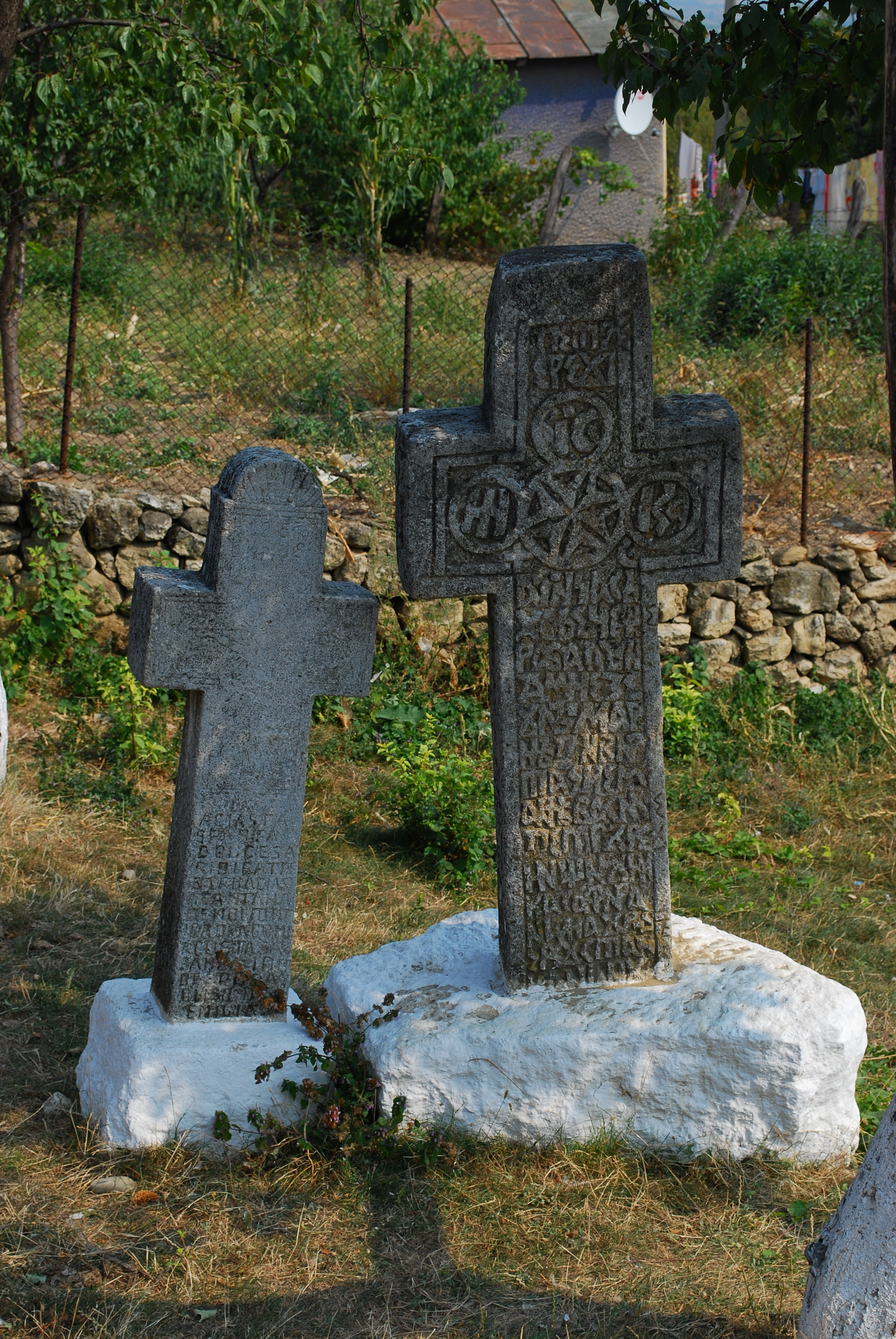
Crucea de piatră din secolul al XVIII-lea din satul Pietroasele, monument istoric funerar de interes local.

În comuna Pietroasele se află situl arheologic de interes național din vatra satului Pietroasele și din zona primăriei, cunoscut pentru castrul și termele romane din secolele al IV-lea, ca și prin necropola și așezarea civilă din aceeași perioadă aparținând culturii Cerneahov.
În rest, în comună există unsprezece alte obiective clasificate în lista monumentelor istorice din județul Buzău ca monumente istorice de interes local. Șase dintre ele sunt situri arheologice: cel de la „Vâjâietoare” de la Clondiru de Sus; cel de la Dara (o necropolă și o așezare din epoca migrațiilor — cultura Cerneahov); necropola din epoca migrațiilor de la stațiunea viticolă din Pietroasele; situl de la Gruiu Dării (ce cuprinde, printre altele, o așezare fortificată din cultura Monteoru a Epocii Bronzului); apoi situl de la Pietroasa Mică (zona Pilești) și situl ce cuprinde punctele „puțul lui Cârnu Puche”, „puțul Giuroiu”, „Via Frunzescu” și "Pe drumul lui Puche”, care cuprind 27, respectiv 23 de elemente.
Două dintre obiective sunt clasificate ca monumente de arhitectură, ambele în satul Pietroasele: o cișmea de piatră datând din 1892 și stațiunea de cercetare în viticultură, construită în 1893. Alte trei obiective sunt considerate monumente funerare sau memoriale: Crucea Frumoasă (secolul al XIX-lea) și crucea lui Stan Avram și Ion Lemnaru (1841) de la Pietroasa Mică, precum și o altă cruce de piatră din secolul al XVIII-lea aflată în satul Pietroasele.

## Economie

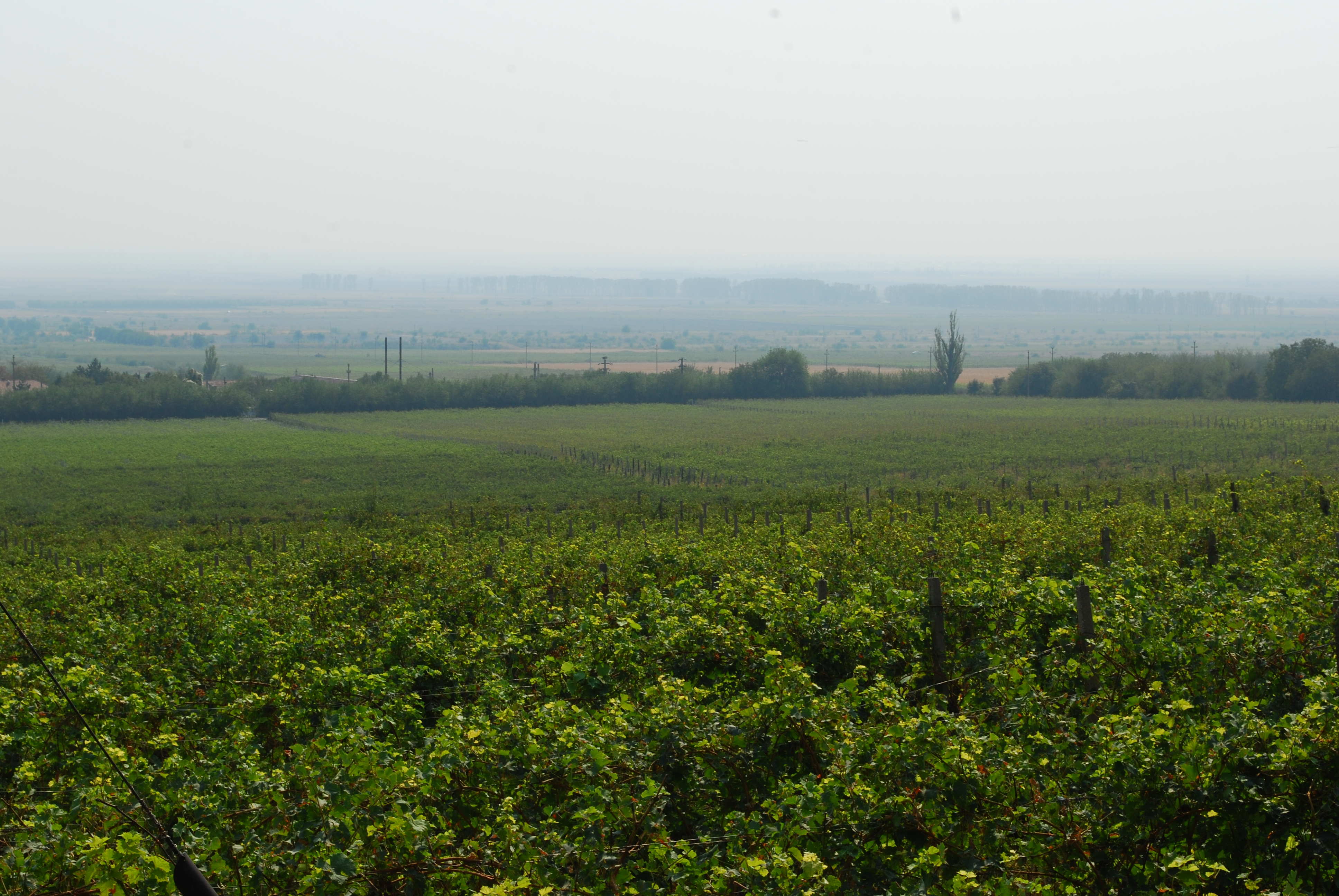
Podgorie la Pietroasele

Satele din comuna Pietroasele au avut la început ca principală activitate economică lucrul în carierele de piatră din care se extrăgea material de construcții; solul stâncos și nefertil este cel care a dat și denumirea satului Pietroasele. Ulterior, însă, localnicii au învățat să profite de pe urma expunerii spre sud a pantelor dealurilor Istriței și să cultive viță de vie în ceea ce avea să fie unele din cele mai mari podgorii din țară, Podgoria Dealu Mare. De această activitate sunt legate numele altor localități din zonă, de dată mai recentă, cum ar fi Clondiru, denumit după unitatea de măsură folosită în comerțul cu vin practicat cu negustorii transilvăneni.

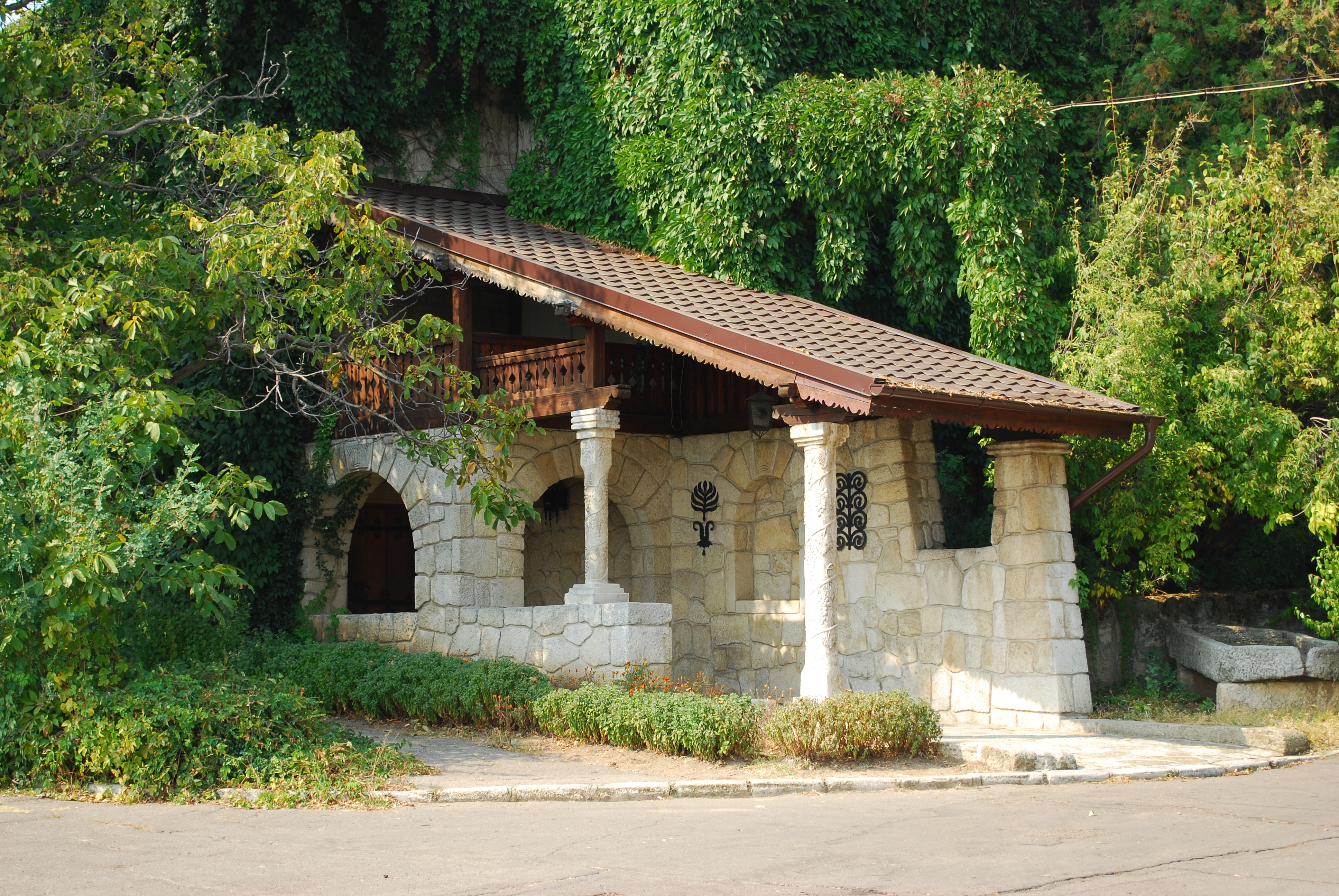
Stațiunea de Cercetare, Dezvoltare pentru Viticultură și Vinificație Pietroasele

Începând cu anul 1884, viile din zona Istriței au fost atacate de filoxera și a trebuit să fie distruse în întregime. Guvernul a demarat un proiect de restaurare a viticulturii românești, iar în 1893 s-a înființat pepiniera Pietroasa pe o moșie ce aparținuse mănăstirii Bradu, secularizată în 1864. Aici s-au adus soiuri de viță de vie din Franța și Italia. În perioada interbelică, aici au funcționat și școli care pregăteau specialiști în viticultură. În 1928, stațiunea oenologică a fost extinsă, adăugându-i-se o stațiune de avertizare a manei de vie, dotată cu stație meteorologică. Închisă temporar în perioada comunistă, stațiunea a fost reînființată și refăcută în 1972. Din 2005 a fost preluată spre administrare de Universitatea de Științe Agronomice și Medicină Veterinară din București.
Cel mai celebru soi cultivat la Pietroasele este Tămâioasă românească, varietatea locală fiind cea mai aromată dintre soiurile tămâioase produse în țară, profitând de expunerea spre sud a pantelor și de ariditatea solului.
Alte soiuri cultivate în Pietroasele sunt Fetească albă, Fetească regală, Cabernet Sauvignon, Grasă de Cotnari și Merlot, suprafața totală a podgoriilor de la Pietroasele fiind de 150 ha. Vinurile din Tămâioasă românească de la Pietroasele au fost premiate la mai multe expoziții internaționale, cum ar fi cea de la Budapesta din 1972 sau cea de la Frontignac, Franța din 2007.
În ce privește alte ramuri economice, în comună funcționau în 2008 trei gatere pentru prelucrarea lemnului și cinci ferme de animale. Mai multe persoane din comună erau autorizate să desfășoare activitatea de pietrar. De asemenea, în comună funcționează și o pensiune agro-turistică ce profită de specificul zonei, oferind cazare în camere în formă de butoi.

## Personalități născute aici
- Nicolae Manolescu-Strunga (1850 - 1910), medic, profesor universitar, senator;
- Constantin Sandu-Ville (1897 - 1969), inginer agronom, membru al Academiei Române;
- Alexandru Bădulescu (1929 - 2021), profesor, muzicolog român, doctor în muzicologie, membru al Uniunii Compozitorilor si Muzicologilor din România și al Uniunii Ziariștilor Profesioniști;
- Anton Mițaru (1945 - 2021), om politic;
- Dorin Ivan (n. 1955), jurnalist, scriitor, membru al Uniunii Scriitorilor din România, și al Uniunii Ziariștilor Profesioniști din România;
- Maria Ciobanu (n. 1958), fost consilier prezidențial.